# Настоящее время
Настоящее время (укр. Поточний час) — російськомовний телеканал з редакцією у Празі, медіа-проєкт Радіо «Свобода» та «Голосу Америки». Мовлення почав 7 лютого 2017 року, мовить на кабельних, супутникових, цифрових платформах тощо. 
Телеканал фінансується Конгресом США через Раду керівників із питань мовлення. Згідно концепції, завданням каналу є «просування демократичних цінностей та інститутів».

## Історія
14 жовтня 2014 на Радіо «Свобода» і «Голосі Америки» була запущена щоденна програма «Настоящее время». У жовтні 2016 року проєкт розширився і став працювати як телеканал. Виконавчий продюсер Кенан Алієв сказав в інтерв'ю агентству Reuters: «Ми вважаємо, що наш об'єктивний і збалансований канал послужить альтернативою дезінформації та брехні, яку іноді ми бачимо в російських державних виданнях». За словами шеф-редактора відділу цифрового мовлення каналу «Настоящее время» Гленна Кейтса, команду телеканалу надихнула популярність коротких відеороликів у «Facebook» від таких видань як «BuzzFeed» і Аль-Джазіра. За словами директора медіапроєкту Дейзі Сінделар, потенційна аудиторія каналу — 3,5 млн телеглядачів.
13 листопада 2017 року телеканал «Russia Today» був зареєстрований в США як іноземний агент. 15 листопада Міністерство юстиції Росії пригрозило обмежити діяльність каналу «Настоящее время» через те, що в ньому містяться «ознаки виконання функцій іноземного агента». 5 грудня 2017 року Мін'юстиції РФ визнало телеканал «Настоящее время» засобом масової інформації, «що виконує функції іноземного агента». Депутати Держдуми пропонують закрити телеканал «Настоящее время», який «ігнорує російську норму про маркування ефіру для каналів, які отримали статус іноземного агента».
28 жовтня 2021 року сайт каналу заблокували в Білорусі, це було пояснено звинуваченням у поширенні сайтів на матеріали, визнані екстремістськими білоруським судом. 5 січня 2024 року білоруський суд визнав екстремістськими інтернет-сторінки «Настоящего времени».

## Параметри супутникового мовлення
| Супутник            | Частота, МГц | Швидкість | Поляризація     | FEC | Стандарт | Формат зображення |
| ------------------- | ------------ | --------- | --------------- | --- | -------- | ----------------- |
| Hot Bird 13В (13°E) | 12226        | 27500     | вертикальна (V) | 3/4 | DVB-S    | MPEG-2            |

## Програми
- Головне (рос. Главное), раніше «Підсумки дня» (рос. Итоги дня) — щоденна інформаційна програма.
- Вечір (рос. Вечер), раніше «Година Тимура Олевского» (рос. Час Тимура Олевского) — щоденна (у будні дні) інформаційна програма.
- Ранок (рос. Утро) — щоденна ранкова інформаційна програма, що випускається українським бюро.
- Азія (рос. Азия) — інформаційна програма служби новин країн Центральної Азії — Киргизстану, Казахстану, Узбекистану, Таджикистану і Туркменістану.
- Америка (рос. Америка) — щоденна інформаційна програма, представлена новинами, аналітикою, репортажами зі США та країн пострадянського простору, підготовленими репортерами «Голосу Америки».
- Підсумки (рос. Итоги) — огляд головних подій тижня.
- Тиждень (рос. Неделя) — недільне ток-шоу з Вашингтона, де обговорюються події тижня.
- Невідома Росія (рос. Неизвестная Россия) — авторський проєкт Вадима Кондакова, півгодинна документальна програма про місця та людей Росії, про їх життя, успіхи та проблеми.
- Людина на карті (рос. Человек на карте) — проєкт про людей з російської глибинки. Головні герої — люди, які попри свою успішність залишилися жити і творити у провінції.
- Форма 087 (рос. Форма 087) — проєкт про людей, що змінили стать та представників ЛГБТ, які мешкають в Росії. Форма 087 — тип довідки, яку медики видають людині, що бажає змінити стать.
- Азія 360° (рос. Азия 360°) — проєкт про людей, культури і традиції країн Центральної Азії.
- Америка. Велика подорож (рос. Америка. Большое путешествие) — проєкт про життя, культуру, людей, штати та міста США.
- Нью-Йорк, New York (рос. Нью-Йорк, New York) — програма про мешканців Нью-Йорка, підготовлена «Голосом Америки».
- Шаманська пояснює (рос. Шаманская объясняет) — авторський проєкт Ганни Шаманської про складні теми, які розтлумачуються більш доступною мовою.
- Пильнуй (рос. Смотри в оба) — програма про новини і тих, хто їх створює. Ведучий — Андрій Черкасов, колишній працівник російських ЗМІ. Крім огляду ЗМІ, розбору фейків та пропаганди наявна рубрика огляду соцмереж.
- Деталі (рос. Детали) — тижневий телевізійний проєкт російської служби «Голосу Америки», де ведучий Андрій Деркач розповідає про наукові відкриття та високотехнологічні розробки у таких сферах, як медицина, космос, інформаційні технології.
- Блог Богдана Орлова (рос. Блог Богдана Орлова) — блог про цікавий досвід різних країн у різних сферах.
- Реальна розмова (рос. Реальный разговор) — програма про документальні фільми та проблеми, що вони порушують.
- Справжній серіал (рос. Настоящий сериал) — документальні проєкти з усього світу про музику, психологію, бізнес, благодійність, науку і техніку.
- #ВУкраїні (рос. #ВУкраине) — авторський проєкт Антоніни Маровді про життя звичайних українців.
- Схеми (рос. Схемы) — програма журналістських розслідувань на базі української служби «Радіо Свобода».
- Балтія. Тиждень (рос. Балтия. Неделя) — російськомовна програма про країни Балтії, про мешканців Латвії, Литви та Естонії.
- Ознаки життя (рос. Признаки жизни) — документальні фільми про реальне російське життя, від протестів проти Кремля до черги по хліб у провінційному місті.
- Не від нашого імені (рос. Не от нашего имени) — проєкт про людей з пострадянського простору, що за тих чи інших обставин були залучені до участі у військових конфліктах у Сирії та Іраку.
- П'ята пора року (рос. Пятое время года) — програма про історію та сучаність Молдови.
- Перехрестя (рос. Перекресток) — проєкт документального кіно різних редакцій «Радіо Свобода».
- Чекаємо у гості (рос. Ждем в гости) — проєкт про культуру, історію і традиції різних країн світу. Найчастіше — про Грузію, ведучий — Зураб Двалі.
- ZOOM — програма-панорама життя на пострадянському просторі.
- Відкритий урок (рос. Открытый урок) — програма про проблеми сучасної шкільної освіти.
- Тримайтеся там (рос. Держитесь там) — сатиричне шоу з балтійським акцентом.
- Бізнес-план (рос. Бизнес-план) — спільний проєкт «Настоящее время» та «Hromadske.ua» про успішні бізнес-проєкти в Україні, їх досвід, проблеми та успіх, а також поради для підприємців-початківців.

## Обмеження та блокування
Починаючи з 28 жовтня блокується на території Білорусі. Проєкт має декілька дзеркал а також власний додаток який працює із вбудованим VPN сервісом який дозволяє обійти блокування.